# Btex
BTEX é um acrônimo que dá nome ao grupo de compostos formado pelos hidrocarbonetos: benzeno, tolueno, etil-benzeno e os xilenos (o-xileno, m-xileno e p-xileno). Sendo um acrônimo, é formado pelas letras iniciais dos hidrocarbonetos citados.
Estes compostos são alguns dos compostos orgânicos voláteis (VOCs, do inglês volatile organic compound) encontrados nos derivados de petróleo tais como a gasolina. Tolueno, etilbenzeno, e xilenos tem efeitos nocivos sobre o sistema nervoso central. O benzeno apresenta metabólitos no organismo humano que levam ao câncer.
Compostos BTEX são notórios devido à contaminação de solo e água subterrânea com estes compostos. Isto ocorre tipicamente próximo a sítios de produção de petróleo e gás natural, postos de combustível e outras áreas com tanques de estocagem subterrâneos (USTs, do inglês Underground Storage Tanks) ou tanques de estocagem acima do solo (ASTs, do inglês Above-ground Storage Tanks) contendo gasolina ou outros produtos relacionados a petróleo.
A quantidade de 'BTEX Total', a soma das concentrações de cada um dos constituintes de BTEX, é algumas vezes usada para auxiliar na avaliação do risco relativo ou seriedade em locais contaminados e a necessidade de remediação de tais sítios. Naftaleno pode também ser incluído na análise de BTEX Total resultando em dados referenciados como BTEXN. Da mesma maneira, estireno é algumas vezes adicionado, tornando-o BTEXS.